# タペストリー/W
『タペストリー/W』（タペストリー/ダブル）は、Snow Manの8枚目のシングル。2023年3月15日にMENT RECORDINGからリリースされた。

## 概要
前作の『オレンジkiss』以来、約8か月ぶり、両A面シングルとしては2枚目のシングル『KISSIN'MY LIPS/Stories』以来、2年半ぶりのリリースとなる。初回盤A（CD+DVD）、初回盤B（CD+DVD）、通常盤（CDのみ）の3形態で発売された。初回A盤と初回B盤のジャケットには「タペストリー＝綴織」を表現した写真が、通常盤にはメンバー全員で正面を向いて撮影された家族写真のようなショットが採用されている。
1つ目の表題曲「タペストリー」は、メンバーの目黒蓮が単独初主演を務める映画『わたしの幸せな結婚』の主題歌であり、映画のために書き下ろされた楽曲。タイトルが「綴織」という意味を持つことから「綴る・繋ぐ」が楽曲のテーマになっており、孤独だった2人が出会ってからその先を共に綴っていく様子を、メンバー1人1人がボーカルリレー形式で歌い繋ぐ、Snow Manの楽曲史上初めてユニゾンパートがない楽曲になっている。フル音源の解禁に先駆け、2023年2月8日に公式Twitterで歌詞が公表され、楽曲は2月9日にラジオで初解禁された。2月14日に公式YouTubeチャンネルでミュージックビデオが公開されたが、クラシカルな洋館からタイムトンネルのような空間を通って時代をくぐり抜け、現代的な空間に移動していくという、恋焦がれる2人の想いを綴織のように大切に繋いでいくというストーリーで、メンバーは初の和装を披露しており、SNSでは「#和スノ」で盛り上がる様子が見られた。「グレーとピンク（桜色）」というこの楽曲のテーマにちなみ、ミュージックビデオでの衣装はグレーとピンクで統一されている。振付はジャズっぽいエモーショナル担当とカチカチとした動きやフォーメーション担当という2人の振付師が手掛けており、指先から足先までピンと伸ばして手を差し出したり、弧を描くように腕を下ろしたりするジャニーズらしい振付が強く出ている。2月17日にはテレビ朝日系列の『ミュージックステーション』でテレビ初披露され、2月22日には白いスタジオで白を基調とした衣装のメンバーが光を浴びながら踊るダンスプラクティス動画も公開された。TikTokでもダンスに関するコンテンツが次々とアップされ、公式Twitterでは和装のオフショットを添えて歌詞を読み綴っていくボイス企画や、「#つながるスノ」というハッシュタグとともにダンスプラクティス動画のオフショットも公開された。
2つ目の表題曲「W」は、櫻井翔主演の日本テレビ系列「土曜ドラマ」『大病院占拠』の主題歌。2023年1月14日午後9時から放送された櫻井がMCを務めるバラエティー『1億3000万人のSHOWチャンネル』にゲスト出演していた深澤と阿部から主題歌起用がサプライズで発表され、同日午後10時から放送の『大病院占拠』初回放送で音源が初解禁された。メンバーの出演なしでのドラマ主題歌はSnow Man史上初である。葛藤を抱きながらも試練に立ち向かって行く主人公の強い意志を歌った、Snow Manにとって久々のアグレッシブなダンスチューンで、フル音源は1月19日にラジオで初解禁された。楽曲にソロパートは設けられず、最年長の深澤と最年少のラウールといった対極の2人や、実はそれぞれ心の中に熱さを秘める佐久間と宮舘といった似た者同士の2人まで、サビ以外は基本的にさまざまな組み合わせの2人で歌われている。振付はs**t kingzのkazukiが担当しており、3月1日には映像美と「白の中にも黒があり、黒の中にも白がある」という二面性をテーマに制作されたミュージックビデオが公式YouTubeチャンネルで公開された。白と黒だけの無機質な空間で、白と黒という対比ある衣装を纏ったメンバーがダンスパフォーマンスを披露しており、多角的にテーマを感じることができる仕上がりとなっている。なお、この衣装にはヴァレンティノの2023年春夏コレクション「アンボクシング ヴァレンティノ」と2023年スプリングコレクション「ヴァレンティノ ウェイズ」が採用されている。3月6日にはTBS系列の音楽番組『CDTVライブ!ライブ!』でテレビ初披露された。
通常盤のみに収録される、「Luv Classic」は、ラウールと渡辺翔太が出演している『モスバーガー』2022年冬キャンペーンCMソングである。2023年2月10日にNHKの音楽番組『ザ少年倶楽部』でテレビ初披露され、本曲のフル音源は、2023年2月23日にラジオで初解禁された。
「NO SURRENDER!」は、TBS系列『それSnow Manにやらせて下さい』番組テーマソングである。本曲のフル音源は、2023年3月2日にラジオで初解禁され、2023年3月6日にTBS系列の音楽番組『CDTVライブ!ライブ!』で「タペストリー」「W」と共にメドレーとして本曲もテレビ初披露された。
「W」は2023年1月期の日本テレビ系テレビドラマ『大病院占拠』に続き、2024年1月期の日本テレビ系テレビドラマ『新空港占拠』、2025年7月期の日本テレビ系テレビドラマ『放送局占拠』でも主題歌に起用された。

## 特典
初回盤A、初回盤B、通常盤初回仕様には、スリーブ仕様に加え、形態別全3種類の限定動画の視聴ができるシリアルナンバーを封入（通常盤初回仕様にはフォトブックも付属）。
- CD購入者特典[37]
  - 初回盤A：A5サイズクリアファイル（タペストリーver.）
  - 初回盤B：A5サイズクリアファイル（W ver.）
  - 通常盤：A4サイズステッカーシート

## 収録内容
クレジット出典

### CD

#### 初回盤A・通常盤
※「Luv Classic」以降、通常盤のみ収録。
1. タペストリー［3:58］
作詞：MiNE、Atsushi Shimada / 作曲：原田卓也、MiNE、Atsushi Shimada / 編曲：Atsushi Shimada
  - 目黒蓮主演 映画『わたしの幸せな結婚』主題歌
2. W［4:18］
作詞：MISAKO SAKAZUME、51Black Rat / 作曲：MISAKO SAKAZUME、Takao Fukushima、51Black Rat / 編曲：大西省吾、Takao Fukushima
  - 櫻井翔主演 日本テレビ系列「土曜ドラマ」『大病院占拠』、『新空港占拠』、『放送局占拠』主題歌
3. Luv Classic［4:17］
作詞：katsuki.CF / 作曲：Ryosuke Saito、katsuki.CF、TARO MIZOTE / 編曲：TARO MIZOTE、Ryosuke Saito
  - ラウール・渡辺翔太出演 『モスバーガー』2022年冬キャンペーンCMソング[30]
4. NO SURRENDER!［4:04］
作詞：Funk Uchino / 作曲：Atsushi Shimada、草川瞬 / 編曲：Atsushi Shimada
  - TBS系列『それSnow Manにやらせて下さい』番組テーマソング[30]
5. タペストリー（Instrumental）
6. W（Instrumental）
7. Luv Classic（Instrumental）
8. NO SURRENDER!（Instrumental）

#### 初回盤B
※『W/タペストリー』として発売
1. W
2. タペストリー

### DVD

#### 初回盤A
1. 「タペストリー」Music Video
2. 「W」Music Video
3. Behind The Scenes

#### 初回盤B
1. 「タペストリー」マルチアングル映像
2. 「Luv Classic」Lip Sync Video
3. 過去の記憶を繋げろ！クイズSnow Man!!

## チャート成績
発売初日（店着日）で前作『オレンジkiss』の6.5万枚を上回る68.1万枚を売り上げ、2023年3月14日付オリコンデイリーシングルランキングで1位を獲得。3月21日発表の3月27日付オリコン週間シングルランキングでも前作の83.0万枚を上回る初週90.3万枚を売り上げ、初登場1位を獲得した。
Billboard JAPANにおいても2023年3月22日公開の「Top Singles Sales」で『タペストリー／W』が921,011枚を売り上げ首位を獲得し、『KISSIN'MY LIPS』以来6作ぶりに初週90万枚超えを達成した。「JAPAN HOT 100」でも「タペストリー」が総合首位を獲得した。
2023年4月20日に発表されたSoundScan JapanによるCDシングル売上レポートで『タペストリー/W』がミリオンセールスを突破。『D.D./Imitation Rain』、『KISSIN' MY LIPS/Stories』、『Grandeur』、『HELLO HELLO』に続き、自身5作目のミリオン突破となった。
発売から約半年後の2023年9月18日付オリコンデイリーシングルランキングで264枚を売り上げ、累積売上が100.0万枚に達した。Snow Man名義では『KISSIN' MY　LIPS/Stories』『Grandeur』に続く3作目、SixTONES vs Snow Man名義の『Imitation Rain/D.D.』を含むと4作目のミリオン達成となった。